# Яблонский, Изидор
Изи́дор Ябло́нский (пол. Izydor Jabłoński , 4 апреля 1835 года, Краков, Австро-Венгрия — 13 января 1905 года, Краков, Австро-Венгрия) — польский художник, профессор и педагог Краковской школы изящных искусств, биограф Яна Матейко.

## Биография
С 1848 по 1856 год изучал живопись и скульптуру в Краковской школе изящных искусств в классе художников Войцеха Статтлера и Владислава Лущкевича и скульптора Хенрика Коссовского, после чего продолжил своё обучение в Мюнхене и Риме. С 1860 по 1861 год путешествовал на Балканах и на Близком Восходе и с 1873 года — по России.
С 1877 по 1895 года был профессором Краковской школы изящных искусств и с 1899 года — экспертом по судебным делам, связанным с предметами искусства. С 1879 года был директором Общества любителей изящных искусств.
Учениками Изидора Яблонского были Юзеф Мехоффер, Эдвард Окунь, Войцех Вейс, Людвик Стасяк, Станислав Выспяньский и Зефирин Свиклинский.

## Работы
- Полихромия в церкви Обращения святого апостола Павла в Кракове;
- Алтарные иконы в церкви населённого пункта Пщонув;
- Икона святого Августина в церкви святой Екатерины;
- Икона Пресвятой Девы Марии Скорбящей в Мариацком костёле.

## Источник
- Tadeusz Dobrowolski: Sztuka Krakowa, Wydawnictwo Literackie, Kraków 1978
- Encyklopedia Krakowa, wyd.PWN Kraków 2000